# آموس بون
آموس بون (بالإنجليزية: Amos Boon)‏ هو لاعب كرة قدم سنغافوري، ولد في 12 يوليو 1972 في سنغافورة. لعب مع تانجونغ باغار يونايتد ونادي غيلانغ إنترناشونال ونادي هوم يونايتد وهاوجانج يونايتد ووودلاندز ويلينغتون.

## وصلات خارجية
- آموس بون على موقع قاعدة بيانات كرة القدم.إي يو (الإنجليزية)
- آموس بون على موقع Soccerway.com (الإنجليزية)